# Triatlon op de Aziatische Spelen 2010
Triatlon is een van de sporten die beoefend werden tijdens de Aziatische Spelen 2010 in Guangzhou, China. Voor zowel de mannen als de vrouwen stond de olympische afstand op het programma: 1500 meter zwemmen, 40 kilometer fietsen en 10 kilometer hardlopen. Japan domineerde de race, bij zowel de mannen als de vrouwen. In totaal namen 32 atleten deel aan de competitie, afkomstig uit 12 landen. Triatlon stond voor de tweede keer op het programma van de Aziatische Spelen.

## Uitslagen

### Mannen
- Wedstrijd gehouden op 13 november 2010.

| Rang | Naam                     | Land | Zwemtijd | Fietstijd | Looptijd | Totaaltijd |
| ---- | ------------------------ | ---- | -------- | --------- | -------- | ---------- |
|      | Yuichi Hosoda            | JPN  | 00:19:04 | 01:00:04  | 00:31:25 | 01:52:15   |
|      | Ryosuke Yamamoto         | JPN  | 00:19:02 | 01:00:05  | 00:31:47 | 01:52:41   |
|      | Dmitriy Gaag             | KAZ  | 00:17:57 | 00:59:55  | 00:32:11 | 01:53:08   |
| 4    | Dmitriy Smurov           | KAZ  | 00:19:10 | 01:00:00  | 00:32:42 | 01:53:46   |
| 5    | Heo Min-ho               | KOR  | 00:19:02 | 01:00:07  | 00:33:18 | 01:54:09   |
| 6    | Kim Ju-seok              | KOR  | 00:19:16 | 00:59:54  | 00:33:32 | 01:54:31   |
| 7    | Andrew Wright            | HKG  | 00:19:06 | 01:00:02  | 00:33:45 | 01:54:45   |
| 8    | Daniel Lee Chi Wo        | HKG  | 00:19:16 | 00:59:56  | 00:33:48 | 01:54:46   |
| 9    | Jiang Zhihang            | CHN  | 00:19:03 | 01:00:06  | 00:34:08 | 01:55:03   |
| 10   | Sun Liwei                | CHN  | 00:20:23 | 01:01:03  | 00:32:07 | 01:55:24   |
| 11   | Nikko Byan Huelgas       | PHI  | 00:21:33 | 01:03:02  | 00:35:16 | 02:01:53   |
| 12   | Antonio Kin Chong Lao    | MAC  | 00:20:23 | 01:00:57  | 00:38:28 | 02:01:54   |
| 13   | Pavel Rastrigin          | UZB  | 00:21:31 | 01:03:01  | 00:37:07 | 02:03:45   |
| 14   | Neil Catiil              | PHI  | 00:23:02 | 01:03:03  | 00:37:16 | 02:05:28   |
| 15   | Shohruh Yunusov          | UZB  | 00:19:07 | 01:03:56  | 00:40:35 | 02:06:02   |
| 16   | Chi Wai Kuok             | MAC  | 00:23:05 | 01:06:37  | 00:37:49 | 02:09:27   |
| 17   | Mohd Zuhar Ismail        | MAS  | 00:28:30 | 01:07:57  | 00:38:16 | 02:17:05   |
| 18   | Kuo Hau Wei              | MAS  | 00:25:55 | 01:10:37  | 00:41:16 | 02:20:05   |
| 19   | Gansukh Chuluunsukh      | MGL  | 00:25:07 | 01:09:51  | 00:01:01 | 02:38:44   |
| DNF  | Gurudatta Devidas Gharat | IND  | 00:23:05 | 01:08:57  | 00:00:00 | —          |
| DSQ  | Mohamad Alsabbagh        | SYR  | 00:19:05 | 01:02:17  | 00:38:22 | —          |

### Vrouwen
- Wedstrijd gehouden op 13 november 2010.

| Rang | Naam                     | Land | Zwemtijd | Fietstijd | Looptijd | Totaaltijd |
| ---- | ------------------------ | ---- | -------- | --------- | -------- | ---------- |
|      | Mariko Adachi            | JPN  | 00:19:35 | 01:08:27  | 00:35:37 | 02:05:43   |
|      | Akane Tsuchihashi        | JPN  | 00:19:36 | 01:08:27  | 00:36:24 | 02:06:31   |
|      | Jang Yun-jung            | KOR  | 00:19:57 | 01:08:07  | 00:37:48 | 02:07:52   |
| 4    | Long Hoi                 | MAC  | 00:21:53 | 01:06:14  | 00:38:10 | 02:08:21   |
| 5    | Fan Dan                  | CHN  | 00:20:00 | 01:08:07  | 00:38:41 | 02:08:46   |
| 6    | Liu Ting                 | CHN  | 00:21:26 | 01:06:36  | 00:39:04 | 02:09:15   |
| 7    | Hong Dan-bi              | KOR  | 00:19:57 | 01:08:08  | 00:40:32 | 02:10:43   |
| 8    | Yekaterina Shatnaya      | KAZ  | 00:24:08 | 01:10:18  | 00:38:54 | 02:15:33   |
| 9    | Karolina Solovyova       | KAZ  | 00:23:10 | 01:11:16  | 00:44:06 | 02:20:47   |
| 10   | Pooja Chaurushi          | IND  | 00:22:53 | 01:18:01  | 00:47:42 | 02:31:07   |
| 11   | Enkhjargal Tuvshinjargal | MGL  | 00:24:10 | 01:21:31  | 00:53:44 | 02:41:56   |